# Centro di documentazione Matteo Lanzoni di Polimoda

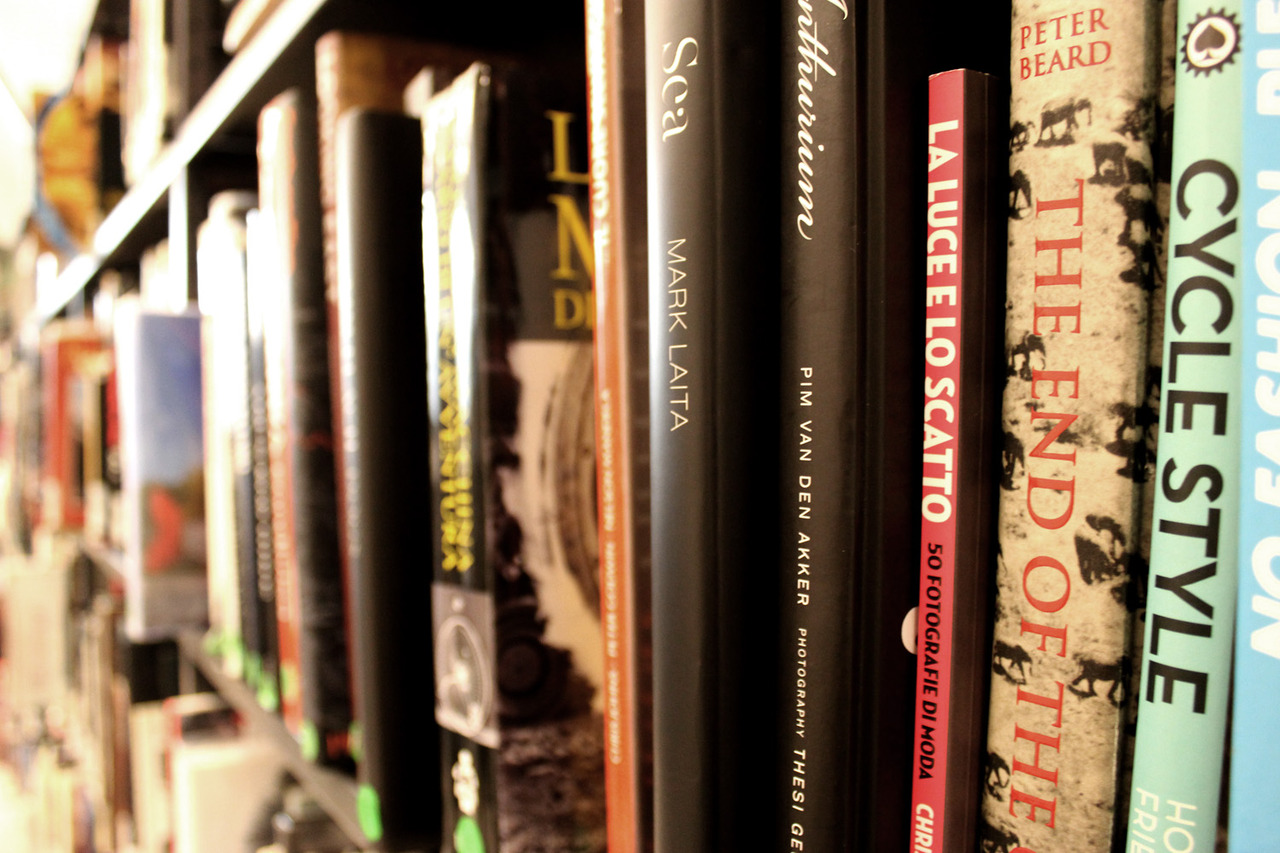

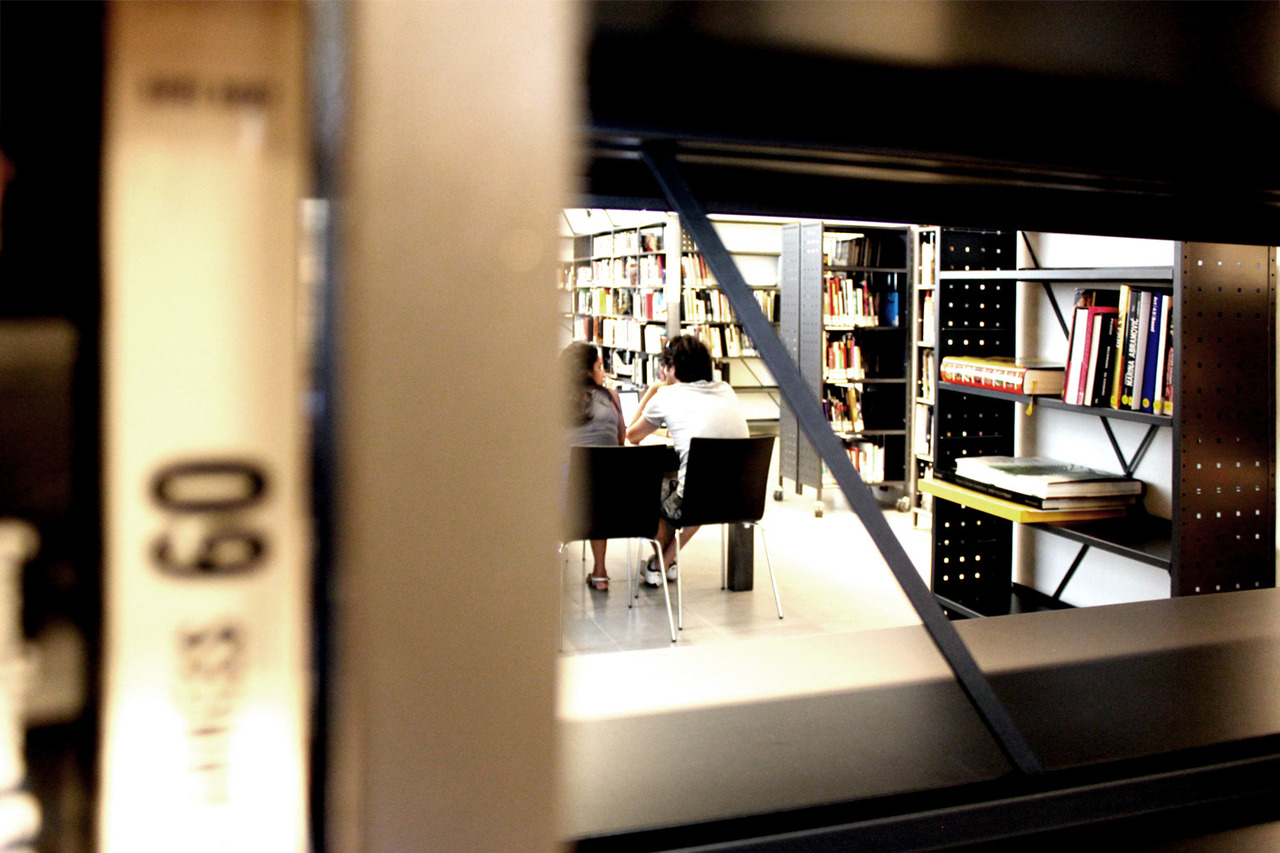

Il Centro di documentazione Matteo Lanzoni / Polimoda Library, ha sede a Firenze, Villa Favard.
Nato per coadiuvare gli studenti di Polimoda nel loro percorso formativo, si rivolge anche ai creativi che abbiano necessità di documentarsi nel proprio ambito lavorativo.

## Storia
Istituito da Polimoda nel 1986, è stato aperto al pubblico esterno nel 1993, previo pagamento di una quota. Da gennaio 2012 si è trasferito dalla storica sede di Villa Strozzi a quella di Villa Favard.

## Patrimonio
Il patrimonio del Centro di Documentazione è composto da:
- Biblioteca della moda e dei creativi: circa 22.000 volumi (il 66% circa in lingua inglese, il 30% in lingua italiana) sulla storia e sui fenomeni di costume e moda, con particolare riferimento al design della moda, alla tecnologia del settore tessile e abbigliamento, nonché su marketing ed economia;
- Emeroteca di Polimoda: oltre 500 testate di riviste, di cui 115 in abbonamento corrente per una copertura cronologica che spazia dalla fine del XIX secolo[3] ad oggi.

Integrano e completano la collezione circa 1000 lookbook e cataloghi commerciali, la Cineteca della moda, e Vogue Archive.

### Biblioteca della moda e dei creativi
La collezione testimonia le tre distinte accezioni della parola Moda, ovvero:
- Moda come Vestiti e acconciature legate ad un determinato periodo storico e al gusto di quella società;
- Moda come Area produttiva, industria e commercio degli articoli di vestiario;
- Moda come Modus vivendi, come fenomeno al di là del capriccio passeggero, ma in sintonia con un vero e proprio costume sociale[8].

Allo stesso tempo, la biblioteca si è accresciuta comprendendo quelle discipline che concorrono a sviluppare il processo creativo in tutte le sue possibili forme.
Per questo, la biblioteca è organizzata in 4 aree:
- Tessile e abbigliamento, anima originaria della biblioteca;
- Arti, in tutte le sue declinazioni: storia dell'arte, arti, sport, teatro, cinema, musica...
- Fotografia, da quella di natura a quella di moda, da quella di viaggio a quella etnografica e antropologica;
- Innovation management, come alimentare la creatività e gestire l'innovazione.

### Emeroteca di Polimoda
L'Emeroteca è composta dall'archivio storico, ad accesso riservato e su appuntamento, e dai periodici correnti esposti nell'area reference del Centro di Documentazione.
Rappresenta il punto di forza del Centro di Documentazione: le testate conservate in archivio “fotografano” lo sviluppo del mercato editoriale a partire dai giornali specializzati nel costume e nella moda femminile, seguendone lo sviluppo nelle società di massa e postmoderne attraverso l'esplosione del mercato giovanile e dello street fashion.
Le testate in abbonamento corrente a loro volta testimoniano l'ulteriore cambiamento che sta vivendo il “sistema della moda” e il mutamento del “senso della moda”.

## Servizi
La biblioteca è organizzata a scaffale aperto ovvero è ordinata secondo la 20 ed. della Classificazione decimale Dewey, per determinare la collocazione dei libri sugli scaffali.
Il catalogo on-line della Biblioteca raccoglie le notizie relative al patrimonio documentale: monografie, periodici, video, DVD, non-book material.
È possibile interrogare l'OPAC su argomenti specifici, con varie modalità di ricerca sia in lingua italiana che inglese.
L'OPAC della Polimoda Library è interrogabile anche attraverso il MetaOPAC AZALAI italiano MAI.

## PolimodaAuthorities
La specificità della raccolta e le esigenze informative dell'utenza hanno richiesto un tipo di indicizzazione particolarmente dettagliato, che si avvale per la classificazione della Classificazione decimale Dewey, e per la soggettazione dei Polimoda Authorities: soggetti (Thesaurus Polimoda in italiano e in inglese) e nomi (Nomi-Autori e Nomi-Soggetto).

### Thesaurus Polimoda
Da subito è stato sviluppato uno strumento di lavoro - il Lessico strutturato su abbigliamento e costume, che è stato il primo passo per la costruzione del Thesaurus Polimoda.
La fonte di riferimento per le faccette, è stata l'Art and Architecture Thesaurus del Getty Research Institute.
L'edizione in uso è costituita da 8 faccette (Abbigliamento, Attività, Attributi fisici, Concetti associati, Materiali, Oggetti, Persone, Stili e Periodi) e 13 gerarchie. I descrittori accettati sono circa 1850, ed è in corso un costante aggiornamento per accogliere le nuove parole della moda.
Il Thesaurus Polimoda, lavoro pionieristico in questo ambito d'uso, è oggi una delle fonti per il settore moda del Nuovo Soggettario Italiano realizzato a cura della BNCF.